# Статеве дозрівання

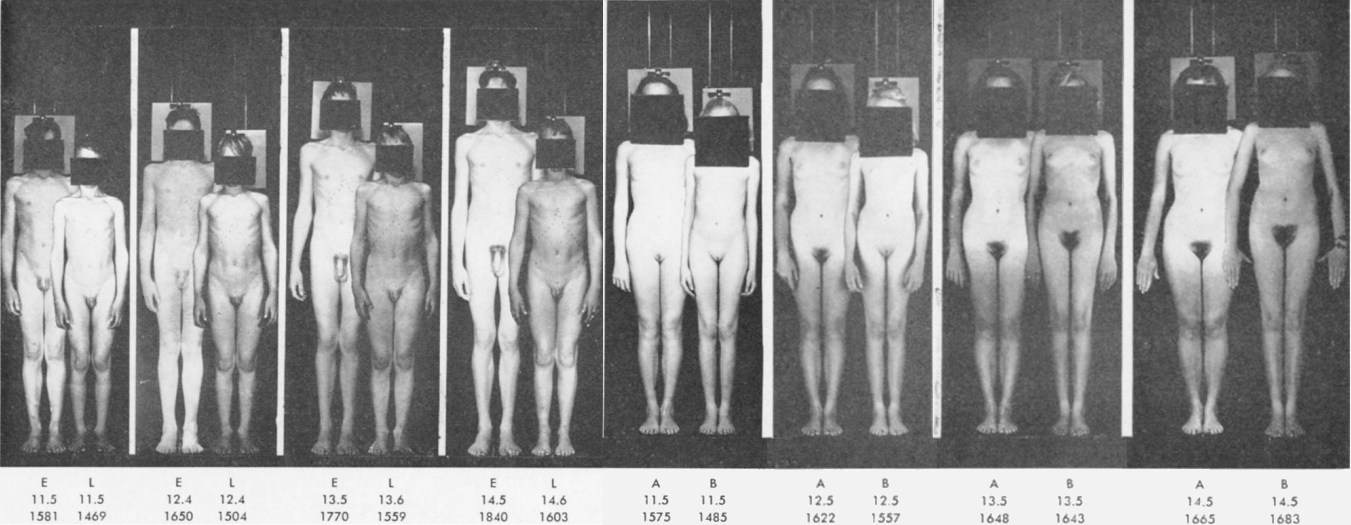
Порівняння двох юнаків і двох дівчат з нормальним і затриманим пубертатом

Етапи пубертату жінок за Теннером

Етапи пубертату чоловіків за Теннером

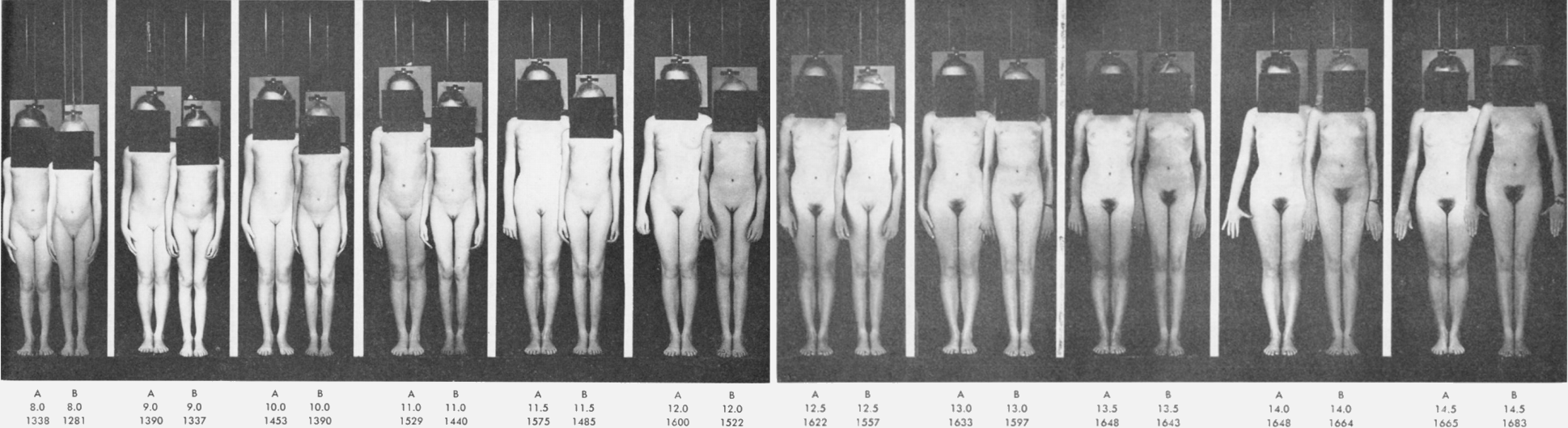
Порівняння раннього і пізнього пубертату у дівчат

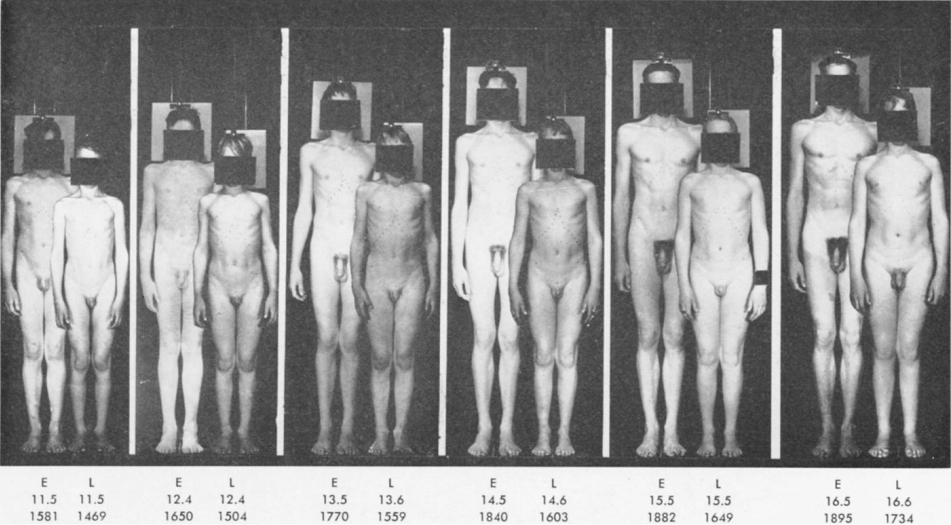
Порівняння раннього і пізнього пубертату у хлопців

Пубертат або стате́ве дозріва́ння — процес досягнення організмом анатомічного, фізіологічного та психічного розвитку, достатнього для розмноження. Ознаками статевої зрілості є вироблення дозрілих гамет — яйцеклітин і сперматозоїдів, розвиток первинних і вторинних статевих ознак. Для визначення ступеня зрілості на основі зовнішніх первинних і вторинних статевих ознак використовують шкалу Теннера — шкалу фізичного розвитку дітей, підлітків та дорослих. 

## Періодизація (етапи)
Дитячі гінекологи визначають період пубертату від 8 до 17 років (у дівчат він починається раніше, ніж у хлопців), що ділиться на:
- препубертатний період (7 — 9 років) — період підготовки організму і психіки до наступних змін;
- пубертатний (перехідний вік) — період, коли відбуваються основні зміни в організмі. Поділяється на: 
  - першу фазу (10-13 років),
  - другу фазу (14-17 років).[1]

Після пубертатного періоду наступає постпубертат — період, коли організм досягає повної фізіологічної зрілості: завершується фізіологічне та психічне формування особистості.

## Жіночий пубертат
Відбувається від 8 до 16 років. З настанням гонадархе — збільшується виділення гормонів гіпофіза, які стимулюють ріст яєчників. У яєчниках починають вироблятися жіночі статеві гормони, естрогени, та дозрівати яйцеклітини. Вони зумовлюють розвиток жіночих вторинних статевих ознак: збільшуються молочні залози (телархе), з'являється волосся на лобку (пюбархе) і під пахвами (пубертатні ознаки), інтенсивно росте і розвивається скелет. У дівчаток розширюються тазові кістки, а плечі залишаються вузькими. 
Приблизно через 2 роки (у 12—14 років) настає менархе — починаються перші менструації, у фолікулах яєчників починають дозрівати яйцеклітини. Спочатку менструації можуть бути нерегулярними з перервами до кількох місяців. Однак через 2—3 роки менструальний цикл стає регулярним. Волосяний покрив поширюється на лобку, ногах та під пахвами. 
Під впливом естрогену гімен стає еластичним, здатним розтягуватися під час коїтусу без травм. Починаються нічні ерекції клітора, що відчуваються як набухання внутрішніх тканин клітора (району вагіни) та його голівки під час прокидання. 
Геніталії вимагають щоденної гігієни. Час для першого гінекологічного огляду.

## Чоловічий пубертат
Починається від 11 і завершується в середньому до 18 років. Першою його ознакою є гонадархе — збільшення розмірів яєчок та пеніса. В яєчках починають утворюватися сперматозоїди і виробляється тестостерон. Він зумовлює формування вторинних статевих ознак. З'являється волосся на лобку (пюбархе), під пахвами і на обличчі, швидко ростуть скелет та м'язи. Плечі розширюються, а таз залишається вузьким. Збільшуються і змінюються хрящі гортані, голос стає нижчим. Такі зміни називаються мутацією. Зміцнюється мускулатура тіла.
Посилюється секреція шкірних залоз, особливо на обличчі й спині. Якщо не дотримуватися особистої гігієни, вони можуть запалюватися, утворюючи вугрі, які звичайно зникають до 21—23 років. У старших юнаків спостерігається ріст волосся на ногах та на грудях.
З 14 років настає спермархе — починає вироблятися сперма. Мимовільна еякуляція відбувається під час сну (полюції). З 14 до 18 років пеніс росте від в середньому 8-10 до 12-14 см у збудженому стані. По суті юнак стає готовим до сексуальних контактів вже з 15 років. Юнаки починають статеве життя у 17 років і досягають піку у 20 — період юнацької гіперсексуальності.

## Соціальні фактори
Зміни в організмі у підлітковий період зачіпають не тільки репродуктивну функцію, а стосуються також фізичного, психічного і соціального розвитку дитини. Період становлення організму та особистості триває набагато довше. Пубертат є відповідальним для обох статей. В залежності від того, наскільки здоровою вступає в кожний період дорослішання людина і наскільки правильно проходить цей період, залежить подальше загальне, репродуктивне, сексуальне, психічне та соціальне здоров'я, розвиток особистості та побудова міжособистісних стосунків.